# Stazione di Iwashimizu-hachimangū
La stazione di Iwashimizu-hachimangū (石清水八幡宮駅?, Iwashimizu-hachimangū-eki) è una stazione ferroviaria delle Ferrovie Keihan situata nella città di Yawata nella prefettura di Kyoto, in Giappone. La stazione è servita dalla linea Keihan Nakanoshima ed è dotata di tre binari passanti in superficie. Nei pressi della stazione si trova quella della funicolare Otokoyama.

## Linee e servizi

### Treni
Ferrovie Keihan
● Linea principale Keihan

## Struttura
La stazione è costituita un marciapiede laterale e uno a isola centrale con tre binari passanti in superficie.
| 1-2 | ● Linea principale Keihan | per Chūshojima, Sanjō e Demachiyanagi (ora di punta)                                   |
| 3   | ● Linea principale Keihan | per Hirakatashi, Moriguchishi, Kyōbashi, Yodoyabashi o Nakanoshima (linea Nakanoshima) |

## Stazioni adiacenti
| «                                 | Servizio                                          | »                              |
| Linea principale Keihan           | Linea principale Keihan                           | Linea principale Keihan        |
| --------------------------------- | ------------------------------------------------- | ------------------------------ |
| Hashimoto                         | Locale Subespresso Subespresso pendolari Espresso | Yodo (alcuni treni) Chūshojima |
| Tutti gli altri treni non fermano |                                                   |                                |